# William Chaloner
William Chaloner (ur. w 1650 w Warwickshire, zm. 22 marca 1699 w Tyburn)  – angielski oszust i fałszerz monet.
Był zaangażowany w wiele oszustw, podczas których często denuncjował nieświadomych współpracowników w celu otrzymania od władz nagrody, czy w przypadku wpadki szedł na współpracę jako świadek koronny.
Oprócz nielegalnej działalności przez pewien czas zajmował się sprzedażą zegarów z ukrytym dildo (Tin Watches, with D-does &c in 'em.)
Między 1692 a 1695 rokiem prowadził wśród angielskich władz kampanię antykorupcyjną i antyfałszerską mającą uwiarygodnić go w oczach władz jako osobę odpowiednią na stanowisko nadzorcy Mennicy Królewskiej, gdzie miały dostęp do potrzebnego mu do lepszego fałszowania oryginalnego wyposażenia menniczego. 
Jego proces z powodu oszustwa loteryjnego został wykorzystany przez nadzorcę Mennicy, sir Isaaca Newtona, do dokładnego przedstawienia sądowi jego kariery przestępczej, co skończyło się karą śmierci i egzekucją przez powieszenie i wypatroszenie wnętrzności 22 marca 1699 roku.